# Gino Covili

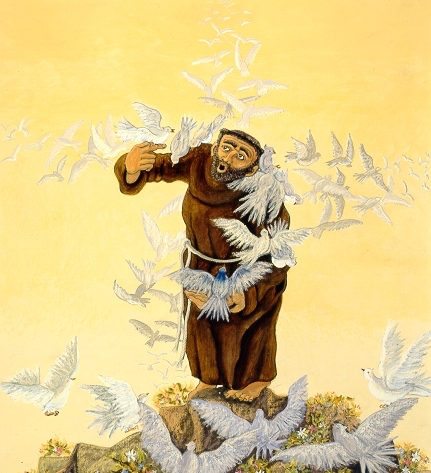
La predica agli uccelli, 1992-1993

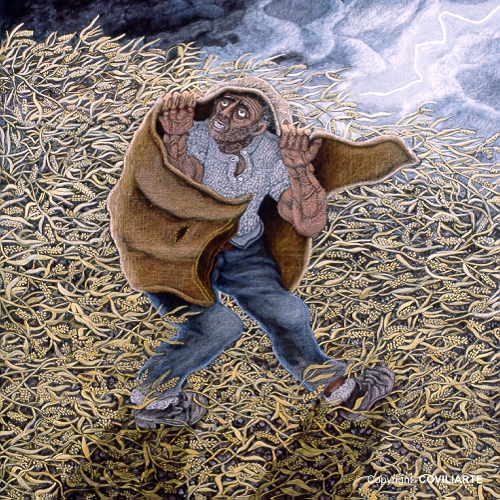
Arriva la tempesta, 2002-03

Gino Covili (Pavullo nel Frignano, 21 marzo 1918 – Pavullo nel Frignano, 6 maggio 2005) è stato un pittore italiano.

## Biografia
Nato in una famiglia di origine modesta, vive l'infanzia senza la figura paterna dato che il suo genitore era emigrato in Francia per motivi di lavoro. Dopo aver conseguito la licenza elementare inizia a lavorare come apprendista barbiere e poi in un pastificio locale.
Dopo aver prestato servizio militare per diversi anni, durante il fascismo, si aggrega alla Resistenza alla quale partecipa per circa un biennio.
Alla fine della seconda guerra mondiale trova un lavoro come manovale in edilizia che gli consente di sposarsi e mettere al mondo dei figli. Nel 1950 riesce ad avere un posto come bidello nella scuola di Pavullo, un lavoro modesto ma certamente meno pesante di quello di manovale. Il maggior tempo libero gli consente di poter tornare a quella che era stata la passione della sua infanzia, il disegno e la pittura.

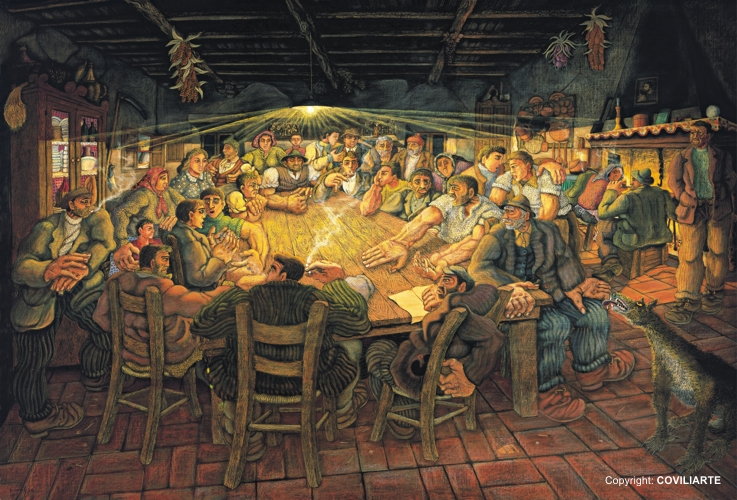
Discussione per la formazione della cooperativa, 1975

Al 1964 risale la sua prima mostra personale a Bologna, alla quale segue una mostra a Milano nel 1969, presentato da Mario De Micheli, che lo impone all'attenzione della critica.
A seguito del favore incontrato dalle sue opere, decide di lasciare il posto di bidello e di occuparsi di pittura a livello professionale.
Segue un trentennio di grande attività che lo vede esporre in centri sempre più importanti dove ha la possibilità di incontrare e conoscere pittori come Roberto Matta e Carlo Levi, e personaggi come il regista Luchino Visconti, il poeta Rafael Alberti, lo sceneggiatore e scrittore Cesare Zavattini e il direttore della fotografia Vittorio Storaro.
L'amicizia d'infanzia e poi durante la resistenza con il poeta Vico Faggi, in quegli anni, si rafforza con un confronto e una collaborazione costanti. 
Fra il 1971 e il 1972 dipinge alcune delle sue opere più rappresentative e viene in contatto con l'ambiente artistico romano presso il quale conosce attori, registi scrittori ed altri intellettuali.
Gino Covili è stato un pittore di cicli. L'aspra fatica, la solitudine, lo scoramento non possono non lasciare traccia nell'esistenza degli uomini e non possono lasciare indifferente un pittore come Covili.

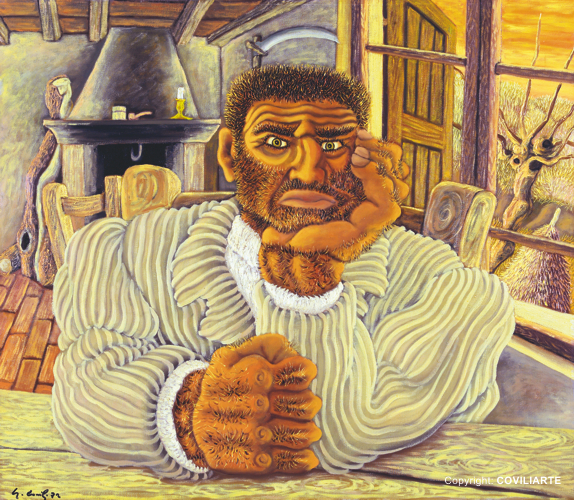
Meditazione, 1973

Dal 1973 al 1977 Gino Covili frequenta l'Ospedale Psichiatrico di Gaiato: lo attraggono la curiosità, il senso di solidarietà, il desiderio di comunicare e di aiutare. Nasce un ciclo di 140 opere che costituiscono uno dei punti più amari, più allarmati ma anche più poetici dell'iconografia del pittore. Il ciclo è documentato dal volume "Gino Covili, Gli Esclusi" per le edizioni Quodlibet. In quegli anni incontra e conosce lo psichiatra Franco Basaglia che apprezza il suo lavoro dedicato ai malati di mente. 

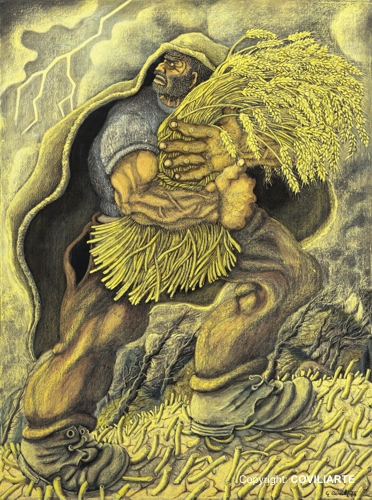
L'ultimo covone, 1974

Nel 1990 tiene una mostra antologica a Perugia dove viene presentata la sua storia pittorica di quasi quarant'anni.
Dal 1992 al 1994, Gino Covili si dedica al ciclo "Francesco", 83 opere tra quadri e disegni, sulla vita del santo di Assisi. Il ciclo nasce da una situazione personale di grande trepidazione: dipingere la vita di San Francesco per aiutare il figlio a guarire, dopo un grave incidente. Il ciclo è quindi un ex voto per grazia ricevuta. Tali opere vengono esposte nel 1994 nella Chiesa di San Damiano (Assisi) e la Rizzoli Grandi Opere pubblica il volume "Francesco" di Gino Covili.
Tra il 1996 e il 1997, Gino Covili realizza il ciclo pittorico "il Paese Ritrovato", attualmente esposto al Centro museale Montecuccolo presso il Castello di Montecuccolo di Pavullo nel Frignano nella mostra permanente "Il paese ritrovato", composta da 58 opere, un viaggio della memoria del pittore in omaggio al suo paese. La collezione è stata oggetto del libro "Il Paese Ritrovato" edito da Franco Maria Ricci editore.

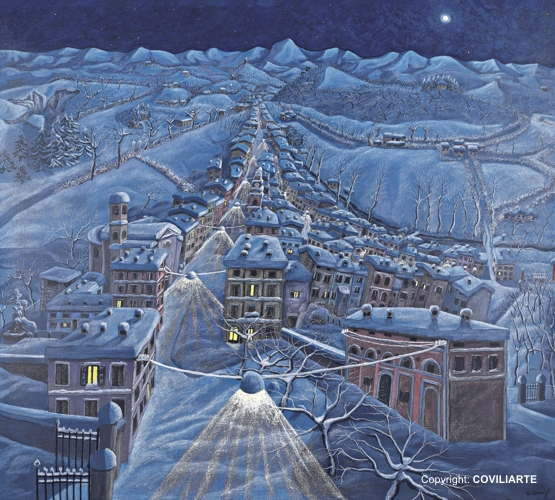
Il paese dorme e sogna, 1996-97

Il 3 settembre 2002, durante la 59ª Mostra Internazionale d'Arte Cinematografica di Venezia viene presentato il film di Vittorio Storaro "Gino Covili: Le stagioni della vita".
Nel 2005 espone nella Sala della Regina presso il Parlamento Italiano nella mostra "Storaro-Covili: il segno di un destino". In tale occasione, Gino Covili volle donare la scultura "L'Ultimo Covone" alla pinacoteca del Parlamento Italiano. L'artista muore a Pavullo pochi giorni prima dell'inaugurazione della mostra, il 6 maggio 2005.
Dal 2019, a Pavullo nel Frignano, è aperta la Casa Museo Covili, con un percorso espositivo di oltre 120 opere realizzate nel corso della vita dell'artista, all'interno degli ambienti in cui ha vissuto ed ha lavorato per molti anni.